# Женя і Катя
Женя і Катя — український музичний гурт з Вінниці. Виконує пісні українською мовою в стилі романтичного інді та смарт-попу.

## Про гурт
Гурт брав участь в телепроєкті «Українська пісня» та став фіналістами конкурсу «Хіт-конвеєр» від телеканалу М2. Після перемоги в конкурсі «Ранкова порка» на радіо Аристократи гурт почав з'являтись на радіо і на телебаченні.
Дебютний альбом «Втомлене місто» вийшов 2016 року. З ним гурт виступав на фестивалях «Захід Фест», «Файне місто», «Бандерштат», «Республіка», «Lviv Acoustic Fest», «Гешефт», «Разом Фест».
2018 році вийшов перший повноформатний диск «Літаки» з десяти композицій. Згодом гурт видав кліпи на пісні «Втомлене місто», «Літаки», «Цілий світ», «Теплий дощ», «Поміж нами».

## Альбоми
- 2016 — Втомлене місто[8]
- 2018 — Літаки[2][9]

### Сингли
- 2018 — Перший сніг[10]

## Учасники гурту
- Мартинюк Євген (вокал/гітара)
- Мартинюк Катерина (вокал)
- Кривунець Євгеній (бас)
- Явдик Олександр (барабани)